# Кулаутува
Кулаутува (лит. Kulautuva) — местечко в Каунасском районе Литвы. Имеет статус курортной территории. Центр Кулаутуваского староства.

## История
Кулаутува впервые упоминается в 1364 году. В 1931 году получила статус курортного посёлка. В 1946 году получила статус посёлка городского типа. До 1950 года входила в Каунасский уезд, а потом была передана в Вилиямпольский район Каунасской области. В 1953 году Каунасская область была упразднена и Вилиямпольский район перешёл в прямое подчинение Литовской ССР. В 1955 году посёлок был передан в Каунасский район. В 1995 году Кулаутува была лишена статуса посёлка городского типа и стала местечком.

## Население
| 1959 | 1970 | 1979 | 1989 | 2001 |
| ---- | ---- | ---- | ---- | ---- |
| 1017 | 1916 | 1927 | 1684 | 1367 |